# Neuralgia
Neuralgia, inaczej newralgia lub nerwoból – termin z zakresu medycyny, użyty po raz pierwszy w 1921 roku przez Harrisa, związany z uszkodzeniem nerwu obwodowego przenoszącego bodźce zmysłowe do mózgu. Ma charakter ostry, rwący, szarpiący, promieniuje w obszarze unerwienia określonego nerwu lub jego gałęzi. Ból pojawia się w obszarze unerwienia nerwu, który oznacza część ciała, z której pochodzi dany sygnał nerwowy. Często ma charakter napadowy – tzn. między okresami bólu trwającymi sekundy, minuty lub godziny, występują okresy zupełnie bezbólowe lub o znacznie złagodzonych dolegliwościach. W wielu wypadkach obraz chorobowy wykazuje podobieństwo do neuropatii, a istniejące techniki obrazowania (w tym MRI) w wielu wypadkach nie pozwalają na postawienie właściwej diagnozy.

## Klasyfikacja
Podstawowe typy neuralgii to:
- neuralgia trójdzielna (neuralgia nerwu trójdzielnego) – najczęstsza postać neuralgii, nerwoból wynikły z uszkodzenia jednego z nerwów czaszkowych, odpowiedzialnego za czucie w różnych rejonach twarzy.
- neuralgia językowo-gardłowa – powodowana podrażnieniem tzw. dziewiątego nerwu czaszkowego, czyli nerwu językowo-gardłowego.
- neuralgia popółpaścowa – nerwobóle w przebiegu półpaśca (choroby zakaźnej wywoływanej przez wirus ospy wietrznej i półpaśca).
- neuralgia międzyżebrowa – wynikła z uszkodzenia nerwów międzyżebrowych wskutek guzkowatego zapalenia tętnic lub reumatoidalnego zapalenie stawów.
- amiotroficzna neuralgia splotu ramiennego – dotycząca nerwów obręczy barkowej i ramienia z nerwobólem promieniującym do dalszej części kończyn.

## Objawy
Nerwoból cechują:
- ataki kłującego, rozdzierającego, palącego, mrowiącego lub piekącego bólu, zazwyczaj obejmujące skórę;
- brak widocznych oznak uszkodzeń tkanki;
- symptomy pojawiające się zwykle krótko po właściwym uszkodzeniu;
- bolesność występująca w obszarach zmienionej percepcji czucia;
- bolesność powodowana przez bodźce, które normalnie jej nie wywołują (np. podmuch wiatru i mycie zębów przy neuralgii nerwu trójdzielnego czy wzięcie głębokiego oddechu przy neuralgii międzyżebrowej);
- ból nasilający się przy powtarzanej stymulacji bólowej;
- ból utrzymujący się po zaprzestaniu stymulacji bólowej.

Nerwobólowi w obszarze unerwionym przez uszkodzony nerw mogą towarzyszyć:
- zaburzenia czucia – niedoczulica (hipestezja) lub przeczulica;
- parestezje – uczucie mrowienia lub drętwienia;
- osłabienie sił mięśniowych – może prowadzić do niedowładów.

## Leczenie

### Leczenie farmakologiczne
Najczęściej stosuje się leki przeciwpadaczkowe (np. okskarbazepina lub karbamazepina, z nowszych gabapentyna i pregabalina) i leki przeciwdepresyjne (z grupy trójcyklicznych leków przeciwdepresyjnych). W leczeniu neuralgii znajduje również zastosowanie diklofenak – substancja o silnym działaniu przeciwbólowym, przeciwzapalnym i przeciwgorączkowym z grupy niesteroidowych leków przeciwzapalnych, aplikowana przezskórnie na miejsce objęte nerwobólem. Ataki nerwobólu nerwu trójdzielnego mogą zostać złagodzone przez podanie lidokainy lub fenytoiny dożylnie. Inną kuracją jest wstrzykiwanie glicerolu w obszar, gdzie zaczyna się nerw lub jego miejscowe ogrzanie. W terapii nerwobóli czasem stosuje się też tymczasowe wyłączenie funkcji nerwu – tzw. blokadę, jednak przynosi ona doraźną, krótkotrwałą ulgę. Przy leczeniu farmakologicznym mogą pojawić się efekty niepożądane – senność, zawroty głowy.

### Leczenie chirurgiczne
Operacje chirurgiczne polegają na przeprowadzeniu odpowiedniego zabiegu na pniu, zwoju lub korzeniach nerwu objętego schorzeniem. Wykonywane są jedynie w wyspecjalizowanych ośrodkach. W wypadku neuralgii nerwu trójdzielnego wskazaniem do zabiegu jest uciśnięcie gałęzi nerwu trójdzielnego w jego przebiegu w kanale kostnym

### Leczenie z zastosowaniem metod naturalnych
Do terapii alternatywnych nerwobóli zalicza się naturalne metody przeciwbólowe, jak ziołolecznictwo, np. w oparciu o owoce czarnego bzu, rumianek szlachetny czy korę wierzby (stosowane doustnie i miejscowo), akupunktura, akupresura oraz przezskórną stymulację nerwów. Pacjenci cierpiący na neuralgię powinny również wzbogacić swoją w dietę w pokarmy bogate w witaminy z grupy B (terapia witaminowa wspiera proces regeneracji mikrouszkodzeń nerwów).